# Lakkasandra, Gauribidanur
Lakkasandra là một làng thuộc tehsil Gauribidanur, huyện Chikkaballapur, bang Karnataka, Ấn Độ.